# Бандунду (провінція)
Бандунду (фр. Bandundu) — колишня провінція Демократичної Республіки Конго, розташована на заході країни. Адміністративний центр — місто Бандунду.

## Історія
Провінція була утворена 1966 року в результаті злиття трьох постколоніальних провінцій Квілу, Кванго та Маї-Ндомбе. Після ухвалення конституції 2005 року ті три провінції були відновлені.

## Демографія
Населення провінції становить 5 201 000 осіб (за даними 1998 року).

## Основні мови
У провінції поширені дві основні мови: лінгала, якою спілкуються на північ від річки Касаї, та кітуба, якою спілкуються на південь від Касаї.

## Основні водойми
- річка Касаї
- річка Кванго
- річка Квенге
- річка Куїлу
- річка Лукеніє
- озеро Маї-Ндомбе